# Ichirō Suzuki
Pour les articles homonymes, voir Suzuki (homonymie).
Ichirō Suzuki (鈴木 一朗, Suzuki Ichirō, né le 22 octobre 1973 dans la préfecture d'Aichi au Japon), souvent simplement appelé Ichiro, est un joueur de baseball japonais qui a évolué au Japon et aux États-Unis de 1992 à 2019.
Il a passé 9 saisons en NPB, au Japon, au sein des Orix BlueWave de Kobe avant de rejoindre les Mariners de Seattle de la Ligue majeure en 2001. Il joue pour cette équipe jusqu'en 2012 avant de s'aligner jusqu'en 2014 avec les Yankees de New York, puis disputer trois saisons chez les Marlins de Miami. Il revient chez les Mariners en 2018 et met fin à sa carrière professionnelle en mars 2019.
Au Japon, Ichiro a gagné 7 titres de la meilleure moyenne au bâton d'affilée avec une moyenne en carrière de 0,353 et été nommé meilleur joueur de la ligue à trois reprises. Il établit en 1994 le record japonais de coups sûrs en une saison, une marque qui tient jusqu'en 2010.
Il est le seul joueur de l'histoire de la Ligue majeure de baseball à avoir frappé au moins 200 coups sûrs dans 10 saisons consécutives, et il détient le record de coups sûrs en une saison : 262 réussis en 2004.
En 2013, il réussit le 4 000e coup sûr de sa carrière (japonaise et nord-américaine), un nombre que seuls Ty Cobb et Pete Rose ont atteint avant lui et il devient en 2016 le 30e joueur de l'histoire à réussir 3 000 coups sûrs dans la Ligue majeure de baseball. Il détient le record de franchise des Mariners de Seattle pour les coups sûrs avec 2 542.
Ichiro a été récompensé pour sa défense avec dix Gants dorés et par un titre de joueur par excellence de la Ligue américaine, en plus d'être élu meilleure recrue de la saison 2001 et de participer dix fois au match des étoiles. Il est le seul joueur de l'histoire avec Fred Lynn à avoir gagné le titre de meilleur joueur de la ligue et de meilleure recrue la même saison.

## Ligues majeures de baseball

### Mariners de Seattle

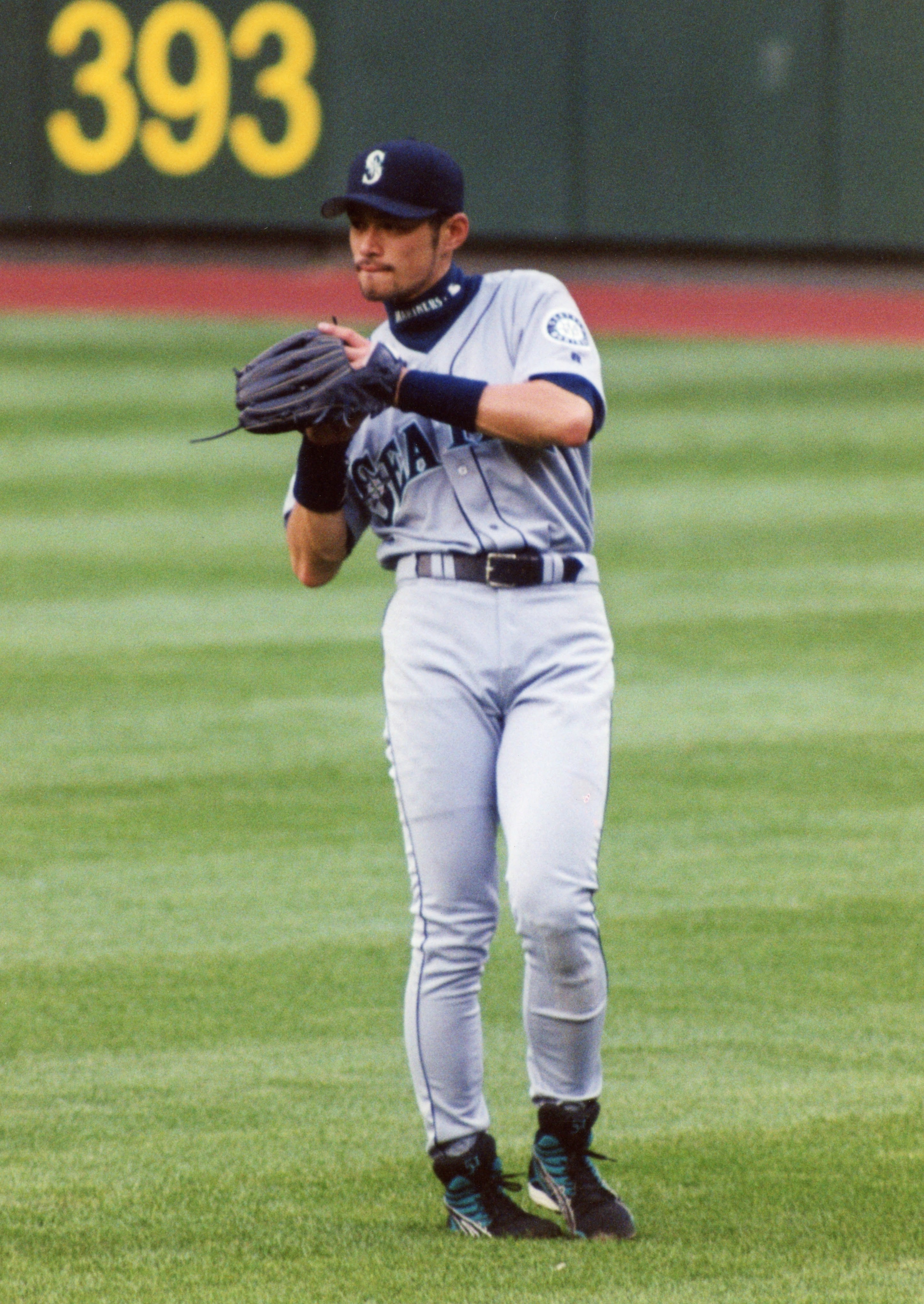
Ichiro en 2002.

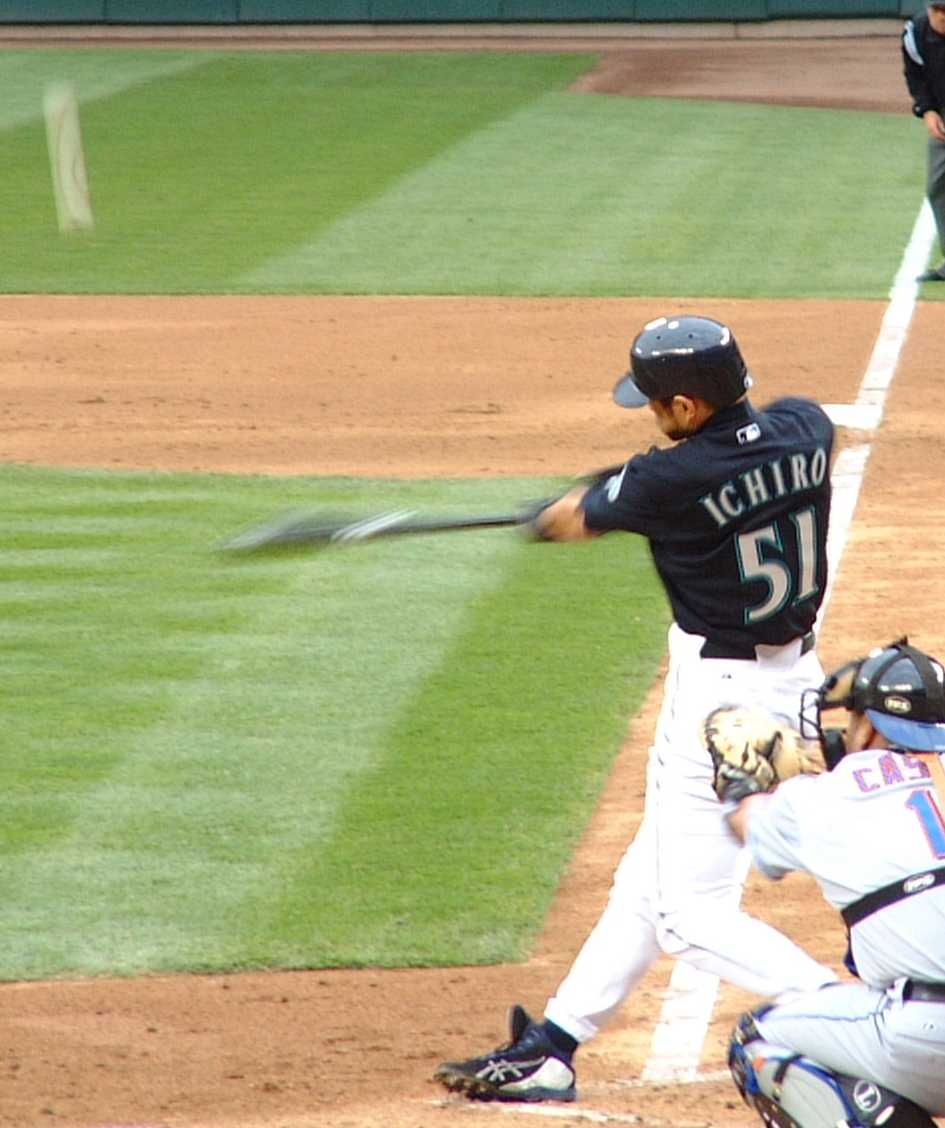
Ichiro Suzuki frappant un coup de circuit à Seattle le 17 juin 2005.

Avec les Mariners, il a accumulé au moins 206 coups sûrs chaque saison, y compris 262 coups sûrs en 2004 pour dépasser le record de George Sisler établi en 1922. Ses 225 simples sont aussi un record. Sa moyenne au bâton en carrière dans les Ligues majeures avant le début de la saison 2008 est de 0,3335, juste devant Albert Pujols (0,3316) et Todd Helton (0,3315) parmi les joueurs en activité.
Pas simplement un frappeur, il a marqué au moins 101 points chaque saison et a volé au moins 31 buts, y compris 56 buts pour 13 retraits lors de sa première saison. Ichirō a déjà gagné le prix pour le meilleur joueur des ligues majeures en 2001 et fut la recrue de l'année en 2001 et est donc le deuxième joueur ayant remporté les deux prix lors de la même saison, l'autre étant Fred Lynn en 1975.

#### Saison 2007
En 2007 il a mené la Ligue américaine en coups sûrs avec 238. Il fut également classé deuxième à la moyenne au bâton après Magglio Ordonez.
Il a participé au Match des étoiles de la Ligue majeure de baseball 2007 comme champ centre. Là il a frappé deux simples lors de ses deux premières présences au bâton. Lors de la 5e manche il a frappé la balle contre le mur du champ droit qui a rebondi bizarrement pour que Ken Griffey Jr. ne puisse pas l'attraper. Griffey qui courait dans l'autre direction a dû changer de direction et n'a pas pu lancer la balle assez vite pour retirer Suzuki ; la frappe a donc été un coup de circuit sur frappe intérieur, la première fois qu'un joueur a réussi un tel circuit sur frappe intérieur dans l'histoire du match des étoiles. Avec 3 coups sûrs, 1 point et 2 points produits il fut élu le meilleur joueur du match des étoiles.

#### Saison 2009

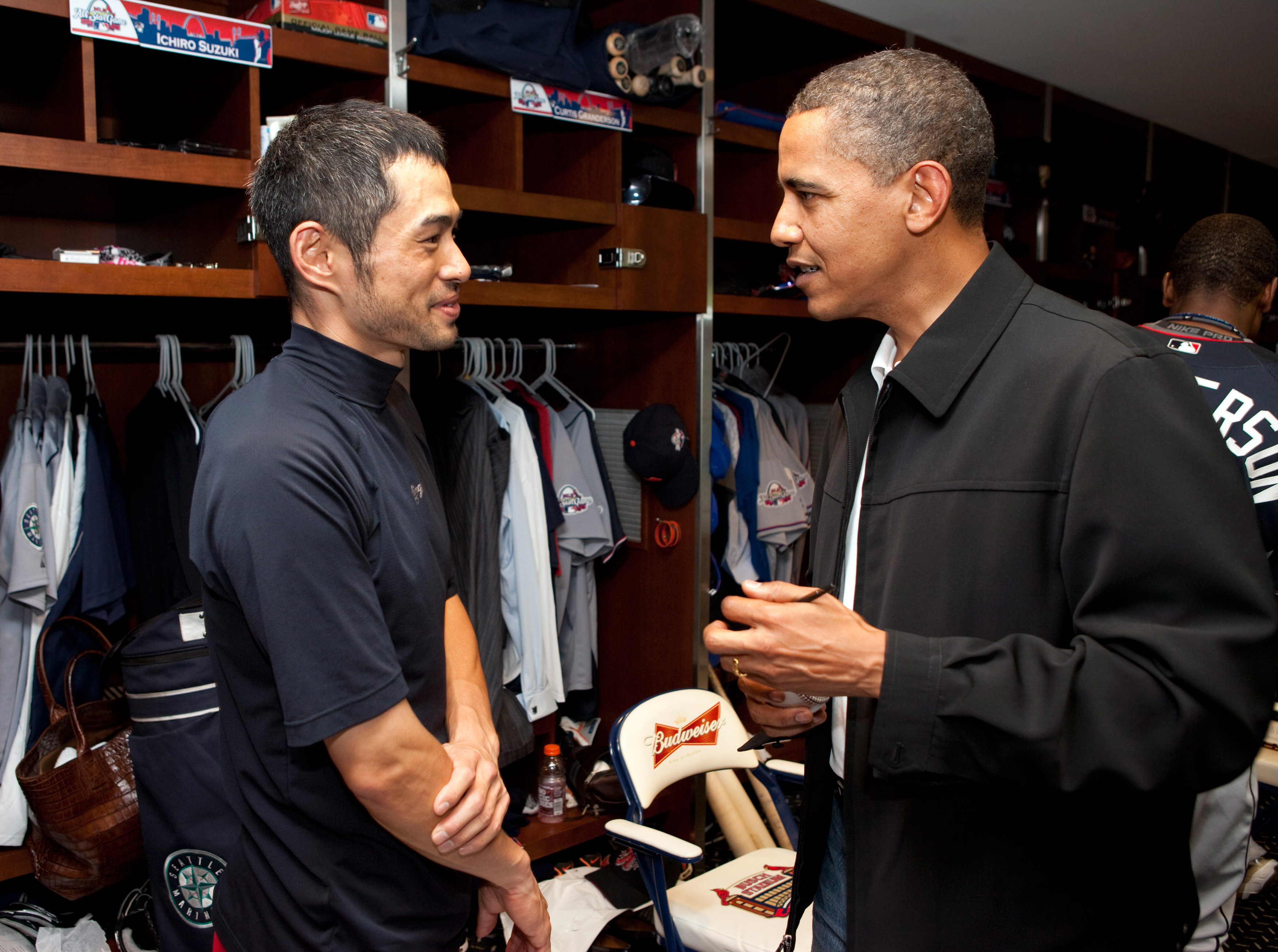
Le président des États-Unis Barack Obama rencontre Ichiro Suzuki lors du match des étoiles 2009.

Le 13 septembre 2009, il a battu un record de Willie Keeler et établi une nouvelle marque des majeures en frappant au moins 200 coups sûrs pendant 9 saisons d'affilée.
Le 6 septembre 2009, il a frappé son 2000e coup sûr à son 1402e match en carrière, devenant le 2e joueur à avoir atteint ce plateau le plus rapidement, après Al Simmons, qui l'avait atteint en 1390 parties.

#### Saison 2010
En 2010, Ichiro domine tous les joueurs des majeures pour les coups sûrs avec 214, améliorant son record avec une 10e saison consécutive de 200 coups sûrs ou plus. Il maintient une moyenne au bâton de 0,315 tout en étant le joueur des majeures comptant le plus grand nombre (680) d'apparitions officielles au bâton. Il ne croise le marbre qu'à 74 reprises, son plus faible total de points marqués depuis son arrivée en Amérique, mais ceci peut s'expliquer par la très mauvaise saison des Mariners, qui terminent bons derniers dans la Ligue américaine avec 101 défaites. Néanmoins, il marque le 1000e point de sa carrière en Ligue majeure le 5 juin dans une partie contre les Angels. À la mi-saison, Ichiro participe au match des étoiles pour la 10e année de suite, et est élu sur la formation partante des étoiles de l'Américaine pour la neuvième fois. Après la campagne, il mérite son 10e Gant doré.

#### Saison 2011
Le 2 avril 2011, dans un match à Oakland, Ichiro bat le record de franchise des Mariners pour les coups sûrs, dépassant la marque de 2 247 d'Edgar Martinez.
Sa séquence record d'années consécutives avec 200 coups sûrs ou plus prend fin alors qu'il termine 2011 avec 184 coups sûrs en 161 parties. Sa moyenne au bâton se chiffre à 0,272 pour l'année, la première fois qu'il est sous les 0,300 depuis son arrivée aux États-Unis. Il produit 47 points, en marque 80 et prend le troisième rang de l'Américaine avec 40 buts volés.
Il a remporté dix Gants dorés consécutifs (2001-2010) pour son excellence en défensive au poste de voltigeur et trois Bâtons d'argent (2001, 2007 et 2009).

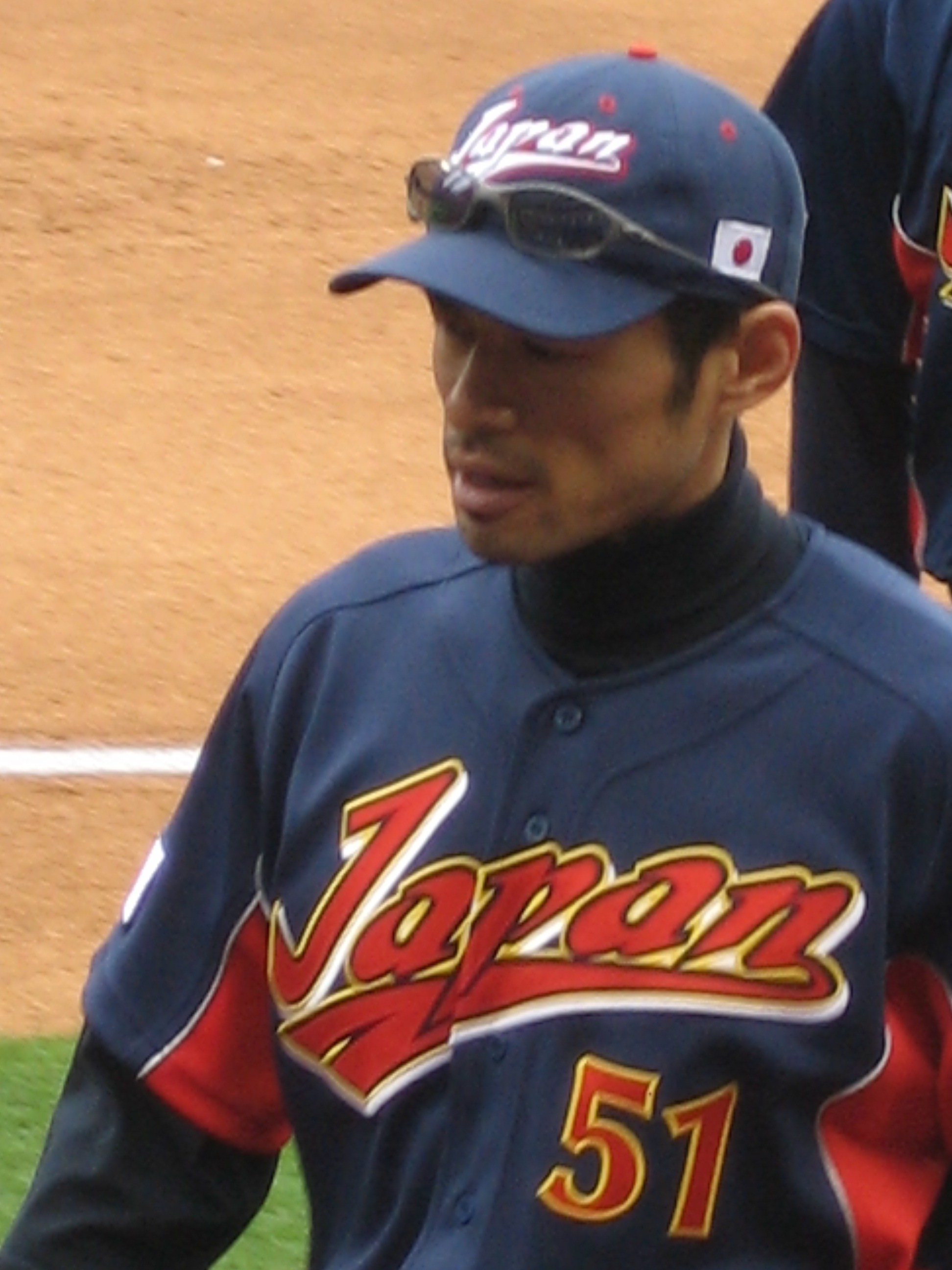
Ichiro avec l'équipe du Japon à la Classique mondiale de baseball 2006.

#### Saison 2012
La saison 2012 des Ligues majeures s'ouvre par deux parties des Mariners contre les Athletics d'Oakland à Tokyo au Japon. Jouant pour la première fois avec les Mariners devant ses compatriotes japonais, Ichiro frappe quatre coups sûrs, dont le premier de la nouvelle saison, en cinq présences au bâton le 28 mars au Tokyo Dome et il obtient un point produit. Il établit le nouveau record de franchise des Mariners avec 17 coups sûrs au total dans les matchs d'ouverture de la saison, surpassant la marque de 14 détenue par Ken Griffey. Il égale aussi le record d'équipe de 4 coups sûrs au match d'ouverture établi par Griffey en 1990.

### Yankees de New York
Le 23 juillet 2012, les Mariners échangent Ichiro aux Yankees de New York en retour des lanceurs droitiers Danny Farquhar et D. J. Mitchell. Le jour même, les Yankees affrontent les Mariners à Seattle et Ichiro endosse l'uniforme de sa nouvelle équipe : il réussit un coup sûr en quatre présences au bâton.
Le 14 décembre 2012, il signe un contrat de deux ans avec les Yankees pour un montant d'environ 13 millions de dollars.

### Marlins de Miami

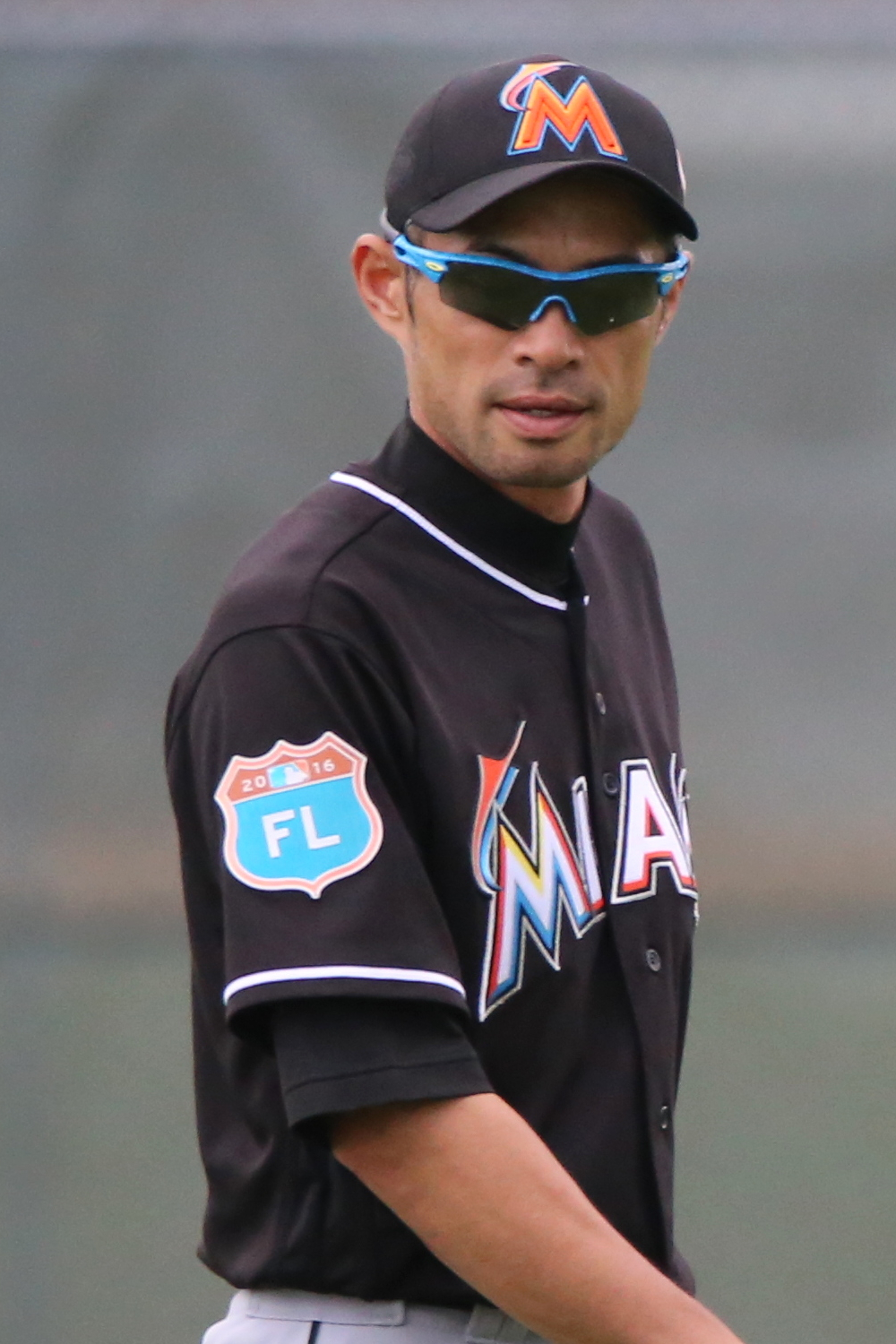
Ichiro en 2019 avec les Marlins de Miami.

#### Saison 2016
Le 27 janvier 2015, Ichiro, 41 ans, rejoint les Marlins de Miami sur un contrat d'un an.
Le 25 avril 2015 contre Washington, Ichiro marque son 1 968e point en carrière (1 310 dans les Ligues majeures et 658 au Japon), le plus haut total de l'histoire pour un joueur japonais, devant les 1 967 de Sadaharu Oh.
Contre Jaime García des Cardinals de Saint-Louis le 14 août 2015, Ichiro Suzuki réussit le 4 191e coup sûr de sa carrière professionnelle (incluant ses statistiques au Japon), le même nombre que Ty Cobb, détenteur du second plus haut total de l'histoire des majeures. Le lendemain, 15 août, il dépasse Cobb avec son 4 192e coup sûr, aux dépens de John Lackey des Cardinals.
Le 4 octobre 2015, au dernier match de la saison, Ichiro réalise un rêve qu'il caressait depuis longtemps en faisant ses débuts au monticule dans les Ligues majeures. Il est appelé comme lanceur de relève à Philadelphie face aux Phillies. Il accorde un point sur deux doubles de Odubel Herrera et Darnell Sweeney mais réalise aux dépens de Cameron Rupp, Freddy Galvis et Aaron Altherr les 3 retraits sur 18 lancers, dont 11 sont des prises. Sa meilleure balle rapide atteint 142 km/h et il lance quelques balles cassantes. Ichiro avait précédemment lancé une fois au Japon lors du match des étoiles de la NPB en 1998.
Le 6 octobre 2015, Ichiro signe un nouveau contrat avec Miami qui assure son retour en 2016.

#### Saison 2016:3 000ecoup sûr dans les majeures
Avec un triple aux dépens du lanceur Chris Rusin des Rockies du Colorado le 7 août 2016 à Denver, Ichiro devient le 30e joueur de l'histoire à réussir 3 000 coups sûrs dans les majeures. Du groupe, il est le second après Paul Molitor, son ancien instructeur des frappeurs à Seattle, à réussir un triple comme 3 000e coup sûr.
Ichiro réalise en 2016 sa moyenne au bâton (,291 en 143 matchs) la plus élevée depuis la saison 2010.

#### Saison 2017
Le 25 juin 2017, Ichiro est à 43 ans et 246 jours le joueur le plus âgé depuis 1900 à entreprendre un match des majeures au champ centre, battant un record de Rickey Henderson (43 ans et 211 jours le 24 juillet 2002 pour Boston).

### Retour à Seattle
Le 7 mars 2018, Ichiro signe un contrat d'un an avec les Mariners de Seattle.

## Vie personnelle

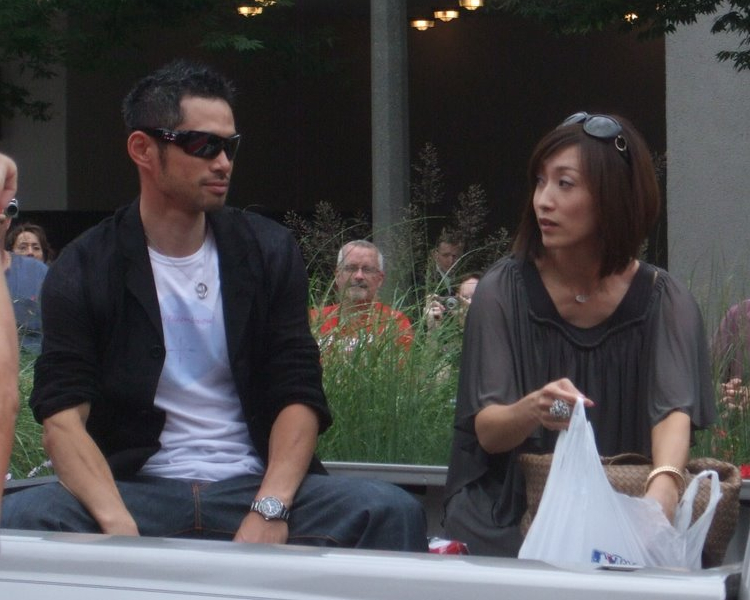
Ichiro Suzuki et son épouse Yumiko Fukushima à Saint-Louis lors d'un défilé en marge du match des étoiles.

Suzuki est actuellement le seul joueur des majeures et l'un des rares dans l'histoire du circuit à avoir son prénom (Ichiro) plutôt que son nom de famille inscrit au dos de son uniforme. Cette pratique est courante au baseball japonais. Ichiro est immensément populaire au Japon. Selon son agent, Tony Attanasio, dans un sondage où des Japonais devaient identifier des personnalités connues, Ichiro fut celui identifié correctement le plus souvent, davantage que l'empereur du Japon. Toujours selon Attanasio, il est si célèbre que « si vous lui postez quelque chose et que vous n'inscrivez qu'Ichiro sur l'enveloppe, ça se rendra à lui ».
Ichiro est marié à Yumiko Fukushima, une présentatrice à la télévision japonaise.
Il a donné 100 millions de yens (1,24 million de dollars US) à la Croix-Rouge japonaise après le séisme de la côte Pacifique du Tōhoku le 11 mars 2011.
En 2018, une espèce de guêpe originaire de Floride nouvellement découverte est nommée Diolcogaster ichiroi par un entomologiste canadien, en l'honneur d'Ichiro.

## Palmarès

### Championnat du Japon de baseball
- Meilleur joueur de la Ligue pacifique : 1994, 1995, 1996
- Gant doré pour un champ extérieur : 1994-2000
- Champion de la moyenne au bâton de la Ligue pacifique : 1994-2000
- Sélectionné pour l'équipe-type de la Ligue pacifique : 1994-2000
- Prix Matsutaro Shoriki (personnalité du baseball ayant contribué à son développement) : 1994, 1995
- Détenteur du plus grand nombre de coups sûrs en une saison en NPB (210 avec Orix BlueWave en 1994), marque battue en 2010 par Matt Murton (211 avec Yakult Swallows[32])

### Ligue majeure de baseball
- Champion de la moyenne au bâton : 2001, 2004
- Meilleur total de coups sûrs : 2001, 2002, 2004, 2006, 2007, 2008, 2009, 2010
- Joueur par excellence de la Ligue américaine : 2001
- Recrue de l'année de la Ligue américaine : 2001
- Meilleur joueur du match des étoiles : 2007
- Dix invitations au match des étoiles (2001 à 2010) dont neuf dans la formation partante (tous les ans sauf 2005)
- Gants dorés au poste de voltigeur : 2001, 2002, 2003, 2004, 2005, 2006, 2007, 2008, 2009, 2010
- Bâtons d'argent : 2001, 2007, 2009
- Record des majeures de 10 saisons d'affilée avec 200 coups sûrs ou plus (2001 à 2010)

## Statistiques en carrière

### Championnat du Japon de baseball
| Statistiques de frappeur | Statistiques de frappeur | Statistiques de frappeur | Statistiques de frappeur | Statistiques de frappeur | Statistiques de frappeur | Statistiques de frappeur | Statistiques de frappeur | Statistiques de frappeur | Statistiques de frappeur | Statistiques de frappeur | Statistiques de frappeur | Statistiques de frappeur | Statistiques de frappeur | Statistiques de frappeur | Statistiques de frappeur | Statistiques de frappeur | Statistiques de frappeur |
| Saison                   | Équipe                   | Ligue                    | G                        | AB                       | R                        | H                        | 2B                       | 3B                       | HR                       | RBI                      | SB                       | CS                       | BB                       | SO                       | BA                       | OBP                      | SLG                      |
| ------------------------ | ------------------------ | ------------------------ | ------------------------ | ------------------------ | ------------------------ | ------------------------ | ------------------------ | ------------------------ | ------------------------ | ------------------------ | ------------------------ | ------------------------ | ------------------------ | ------------------------ | ------------------------ | ------------------------ | ------------------------ |
| 1992                     | ORX                      | NPB                      | 40                       | 95                       | 9                        | 24                       | 5                        | 0                        | 0                        | 5                        | 3                        | 2                        | 3                        | 11                       | 0,253                    | 0,276                    | 0,305                    |
| 1993                     | ORX                      | NPB                      | 43                       | 64                       | 4                        | 12                       | 2                        | 0                        | 1                        | 3                        | 0                        | 2                        | 2                        | 7                        | 0,188                    | 0,212                    | 0,266                    |
| 1994                     | ORX                      | NPB                      | 130                      | 546                      | 111                      | 210                      | 41                       | 5                        | 13                       | 54                       | 29                       | 7                        | 51                       | 53                       | 0,385                    | 0,445                    | 0,549                    |
| 1995                     | ORX                      | NPB                      | 130                      | 524                      | 104                      | 179                      | 23                       | 4                        | 25                       | 80                       | 49                       | 9                        | 68                       | 52                       | 0,342                    | 0,432                    | 0,544                    |
| 1996                     | ORX                      | NPB                      | 130                      | 542                      | 104                      | 193                      | 24                       | 4                        | 16                       | 84                       | 35                       | 3                        | 56                       | 57                       | 0,356                    | 0,422                    | 0,504                    |
| 1997                     | ORX                      | NPB                      | 135                      | 536                      | 94                       | 185                      | 31                       | 4                        | 17                       | 91                       | 39                       | 4                        | 62                       | 36                       | 0,345                    | 0,414                    | 0,513                    |
| 1998                     | ORX                      | NPB                      | 135                      | 506                      | 79                       | 181                      | 36                       | 3                        | 13                       | 71                       | 11                       | 4                        | 43                       | 35                       | 0,358                    | 0,414                    | 0,518                    |
| 1999                     | ORX                      | NPB                      | 103                      | 411                      | 80                       | 141                      | 27                       | 2                        | 21                       | 68                       | 12                       | 1                        | 45                       | 46                       | 0,343                    | 0,412                    | 0,572                    |
| 2000                     | ORX                      | NPB                      | 105                      | 395                      | 73                       | 153                      | 22                       | 1                        | 12                       | 73                       | 21                       | 1                        | 54                       | 36                       | 0,387                    | 0,460                    | 0,539                    |
| Totaux                   | 9 saisons                | 9 saisons                | 951                      | 3619                     | 658                      | 1278                     | 211                      | 23                       | 118                      | 529                      | 199                      | 33                       | 384                      | 333                      | 0,353                    | 0,421                    | 0,522                    |

### Ligue majeure de baseball
| Statistiques de frappeur | Statistiques de frappeur | Statistiques de frappeur | Statistiques de frappeur | Statistiques de frappeur | Statistiques de frappeur | Statistiques de frappeur | Statistiques de frappeur | Statistiques de frappeur | Statistiques de frappeur | Statistiques de frappeur | Statistiques de frappeur | Statistiques de frappeur | Statistiques de frappeur | Statistiques de frappeur | Statistiques de frappeur | Statistiques de frappeur | Statistiques de frappeur |
| Saison                   | Équipe                   | Ligue                    | G                        | AB                       | R                        | H                        | 2B                       | 3B                       | HR                       | RBI                      | SB                       | CS                       | BB                       | SO                       | BA                       | OBP                      | SLG                      |
| ------------------------ | ------------------------ | ------------------------ | ------------------------ | ------------------------ | ------------------------ | ------------------------ | ------------------------ | ------------------------ | ------------------------ | ------------------------ | ------------------------ | ------------------------ | ------------------------ | ------------------------ | ------------------------ | ------------------------ | ------------------------ |
| 2001                     | SEA                      | MLB                      | 157                      | 692                      | 127                      | 242                      | 34                       | 8                        | 8                        | 69                       | 56                       | 14                       | 30                       | 53                       | 0,350                    | 0,381                    | 0,457                    |
| 2002                     | SEA                      | MLB                      | 157                      | 647                      | 111                      | 208                      | 27                       | 8                        | 8                        | 51                       | 31                       | 15                       | 68                       | 62                       | 0,321                    | 0,388                    | 0,425                    |
| 2003                     | SEA                      | MLB                      | 159                      | 679                      | 111                      | 212                      | 29                       | 8                        | 13                       | 62                       | 34                       | 8                        | 36                       | 69                       | 0,312                    | 0,352                    | 0,436                    |
| 2004                     | SEA                      | MLB                      | 161                      | 704                      | 101                      | 262                      | 24                       | 5                        | 8                        | 60                       | 36                       | 11                       | 49                       | 63                       | 0,372                    | 0,414                    | 0,455                    |
| 2005                     | SEA                      | MLB                      | 162                      | 679                      | 111                      | 206                      | 21                       | 12                       | 15                       | 68                       | 33                       | 8                        | 48                       | 66                       | 0,303                    | 0,350                    | 0,436                    |
| 2006                     | SEA                      | MLB                      | 161                      | 695                      | 110                      | 224                      | 20                       | 9                        | 9                        | 49                       | 45                       | 2                        | 49                       | 71                       | 0,322                    | 0,370                    | 0,416                    |
| 2007                     | SEA                      | MLB                      | 161                      | 678                      | 111                      | 238                      | 22                       | 7                        | 6                        | 68                       | 37                       | 8                        | 49                       | 77                       | 0,351                    | 0,396                    | 0,431                    |
| 2008                     | SEA                      | MLB                      | 162                      | 686                      | 103                      | 213                      | 20                       | 7                        | 6                        | 42                       | 43                       | 4                        | 51                       | 65                       | 0,310                    | 0,361                    | 0,386                    |
| 2009                     | SEA                      | MLB                      | 146                      | 639                      | 88                       | 225                      | 31                       | 4                        | 11                       | 46                       | 26                       | 9                        | 32                       | 71                       | 0,352                    | 0,386                    | 0,465                    |
| 2010                     | SEA                      | MLB                      | 162                      | 680                      | 74                       | 214                      | 30                       | 3                        | 6                        | 43                       | 42                       | 9                        | 45                       | 86                       | 0,315                    | 0,359                    | 0,394                    |
| 2011                     | SEA                      | MLB                      | 161                      | 677                      | 80                       | 184                      | 22                       | 3                        | 5                        | 47                       | 40                       | 7                        | 39                       | 69                       | 0,272                    | 0,310                    | 0,335                    |
| 2012                     | SEA                      | MLB                      | 95                       | 402                      | 49                       | 105                      | 15                       | 5                        | 4                        | 28                       | 15                       | 2                        | 17                       | 40                       | 0,261                    | 0,288                    | 0,353                    |
| 2012                     | NYY                      | MLB                      | 67                       | 227                      | 28                       | 73                       | 13                       | 1                        | 5                        | 27                       | 14                       | 5                        | 5                        | 21                       | 0,322                    | 0,340                    | 0,454                    |
| 2013                     | NYY                      | MLB                      | 150                      | 520                      | 57                       | 136                      | 15                       | 3                        | 7                        | 35                       | 20                       | 4                        | 26                       | 63                       | 0,262                    | 0,297                    | 0,342                    |
| 2014                     | NYY                      | MLB                      | 143                      | 359                      | 42                       | 102                      | 13                       | 2                        | 1                        | 22                       | 15                       | 3                        | 21                       | 68                       | 0,284                    | 0,324                    | 0,340                    |
| 2015                     | MIA                      | MLB                      | 153                      | 398                      | 45                       | 91                       | 5                        | 6                        | 1                        | 21                       | 11                       | 5                        | 31                       | 51                       | 0,229                    | 0,282                    | 0,279                    |
| 2016                     | MIA                      | MLB                      | 143                      | 327                      | 48                       | 95                       | 15                       | 5                        | 1                        | 22                       | 10                       | 2                        | 30                       | 42                       | 0,291                    | 0,354                    | 0,376                    |
| 2017                     | MIA                      | MLB                      | 136                      | 196                      | 19                       | 50                       | 6                        | 0                        | 3                        | 20                       | 1                        | 1                        | 17                       | 35                       | 0,255                    | 0,318                    | 0,332                    |
| 2018                     | SEA                      | MLB                      | 15                       | 44                       | 5                        | 9                        | 13                       | 0                        | 0                        | 0                        | 0                        | 0                        | 3                        | 7                        | 0,205                    | 0,255                    | 0,205                    |
| 2019                     | SEA                      | MLB                      | 2                        | 5                        | 0                        | 0                        | 0                        | 0                        | 0                        | 0                        | 0                        | 0                        | 1                        | 1                        | 0,000                    | 0,167                    | 0,000                    |
| Totaux                   | 19 saisons               | 19 saisons               | 2653                     | 9934                     | 1420                     | 3089                     | 362                      | 96                       | 117                      | 780                      | 509                      | 117                      | 647                      | 1080                     | 0,311                    | 0,355                    | 0,402                    |